# Be-4
Be-4 (ros. Бе-4) – dwumiejscowa łódź latająca produkcji radzieckiej z czasów II wojny światowej, zaprojektowana w biurze konstrukcyjnym Berijew.

## Opis konstrukcji
Jednosilnikowa rozpoznawcza łódź latająca w układzie zastrzałowego górnopłatu o konstrukcji całkowicie metalowej. Silnik w opływowej gondoli nad kadłubem samolotu. Skrajne części płata składane do tyłu, umożliwiające hangarowanie. Usterzenie klasyczne wolnonośne. Zakryta kabina pilota, w tylnej części częściowo zakryta kabina obserwatora/tylnego strzelca pokładowego.

## Historia
Łódź latająca KOR-2 została zaprojektowana w latach 1938–1940. Maszyna miała zastąpić startującego z katapulty Heinkla HD 55, przenoszonego przez radzieckie okręty wojenne. Prototyp oblatano w październiku 1940 roku. W lutym 1941 zostały pomyślnie zakończone próby państwowe. Jesienią 1941 roku zakłady Berijewa w Taganrogu zostały zdobyte przez Niemców, zakład został ewakuowany do Omska i tam powstał pierwszy seryjny Be-4. W 1942 produkcję samolotu przeniesiono do zakładu w Krasnojarsku. Do 1945 wyprodukowano 46 sztuk samolotu.